# HMCS Atholl (1943)
HMCS Atholl (K15) (англ. Его Величества Канадский Корабль «Атолл») — канадский корвет типа «Флауэр», участвовавший во Второй мировой войне. Нёс службу с 1943 по 1945 годы, охраняя атлантические конвои (всего участвовал в сопровождении 19 конвоев). Изначально должен был называться в честь города Кэмпбелтон канадской провинции Нью-Брансуик, но взял другое имя, поскольку «Кэмпбелтоном» уже был назван другой корабль.

## Строительство
«Атолл» заказан 2 января 1942 года в рамках программы строительства корветов «Флауэр» «Increased Endurance» на 1942—1943 годы. Заложен в Квебеке компанией «Morton Engineering and Dry Dock Company», спущен на воду 4 апреля 1943 года. Отличался более высокой палубой, расширенной платформой для 4-дюймового (102-мм) нового главного корабельного орудия Mk XIX с большим углом подъёма и новым бомбомётом «Хеджхог». Машинное отделение было расширено, также изменился силуэт корвета, что затрудняло для подводников определение курса. В состав КВМС Канады принят 14 октября 1943 года в Квебеке. Становился один раз на ремонт с декабря 1944 по апрель 1945 года в Сиднее и Галифаксе (Новая Шотландия).

## Служба
«Атолл» после прибытия в Галифакс был направлен в Пикту (Новая Шотландия) для технического осмотра, где выявились механические проблемы. После ремонта в феврале 1944 года вступил в конвойную группу EG-9. По прибытии в марте 1944 года с конвоем HX-281 был выведен из конвоя (корветы были заменены на фрегаты в группе сопровождения) и отправлен обратно в Канаду. С апреля 1944 года числился в конвойной группе C4 Центральноокеанских конвойных сил (база в Сент-Джонсе). Исключён из списков КВМС Канады 17 июля 1945 года, переведён в Сорель и в октябре 1952 года разрезан а металл компанией «Steel Co. of Canada» в Гамильтоне (Онтарио)